# Бент (округ)
Бент (англ. Bent County) — округ в штате Колорадо, США. Официально образован в 1874 году. По состоянию на 2010 год, численность населения составляла 6499 человек.

## География
По данным Бюро переписи США, общая площадь округа равняется 3991,194 км², из которых 3918,674 км² суша и 72,520 км², или 1,8 %, водоёмы.

## Население
По данным переписи населения 2000 года в округе проживает 5998 жителей в составе 2003 домашних хозяйств и 1388 семей. Плотность населения составляет 2 человека на км². На территории округа насчитывается 2366 жилых строений, при плотности застройки около 1 строения на км². Расовый состав населения: белые — 79,53 %, афроамериканцы — 3,65 %, коренные американцы (индейцы) — 2,23 %, азиаты — 0,57 %, гавайцы — 0,00 %, представители других рас — 10,25 %, представители двух или более рас — 3,77 %. Испаноязычные составляли 30,24 % населения независимо от расы.
В составе 32,50 % из общего числа домашних хозяйств проживают дети в возрасте до 18 лет, 53,50 % домашних хозяйств представляют собой супружеские пары проживающие вместе, 11,40 % домашних хозяйств представляют собой одиноких женщин без супруга, 30,70 % домашних хозяйств не имеют отношения к семьям, 27,20 % домашних хозяйств состоят из одного человека, 12,20 % домашних хозяйств состоят из престарелых (65 лет и старше), проживающих в одиночестве. Средний размер домашнего хозяйства составляет 2,53 человека, и средний размер семьи 3,07 человека.
Возрастной состав округа: 23,80 % моложе 18 лет, 9,30 % от 18 до 24, 29,20 % от 25 до 44, 21,80 % от 45 до 64 и 21,80 % от 65 и старше. Средний возраст жителя округа 37 лет. На каждые 100 женщин приходится 129 мужчин. На каждые 100 женщин старше 18 лет приходится 138,7 мужчин.
Средний доход на домохозяйство в округе составлял 28 125 долларов, на семью — 34 096 долларов. Среднестатистический заработок мужчины был 22 755 долларов против 24 261 доллара для женщины. Доход на душу населения составлял 13 567 долларов. Около 16,6 % семей и 19,5 % общего населения находились ниже черты бедности, в том числе — 27,4 % молодёжи (тех, кому ещё не исполнилось 18 лет) и 13 % тех, кому было уже больше 65 лет.